# 470 (số)
470 (bốn trăm bảy mươi) là một số tự nhiên ngay sau 469 và ngay trước 471.